# 方剛 (商人)

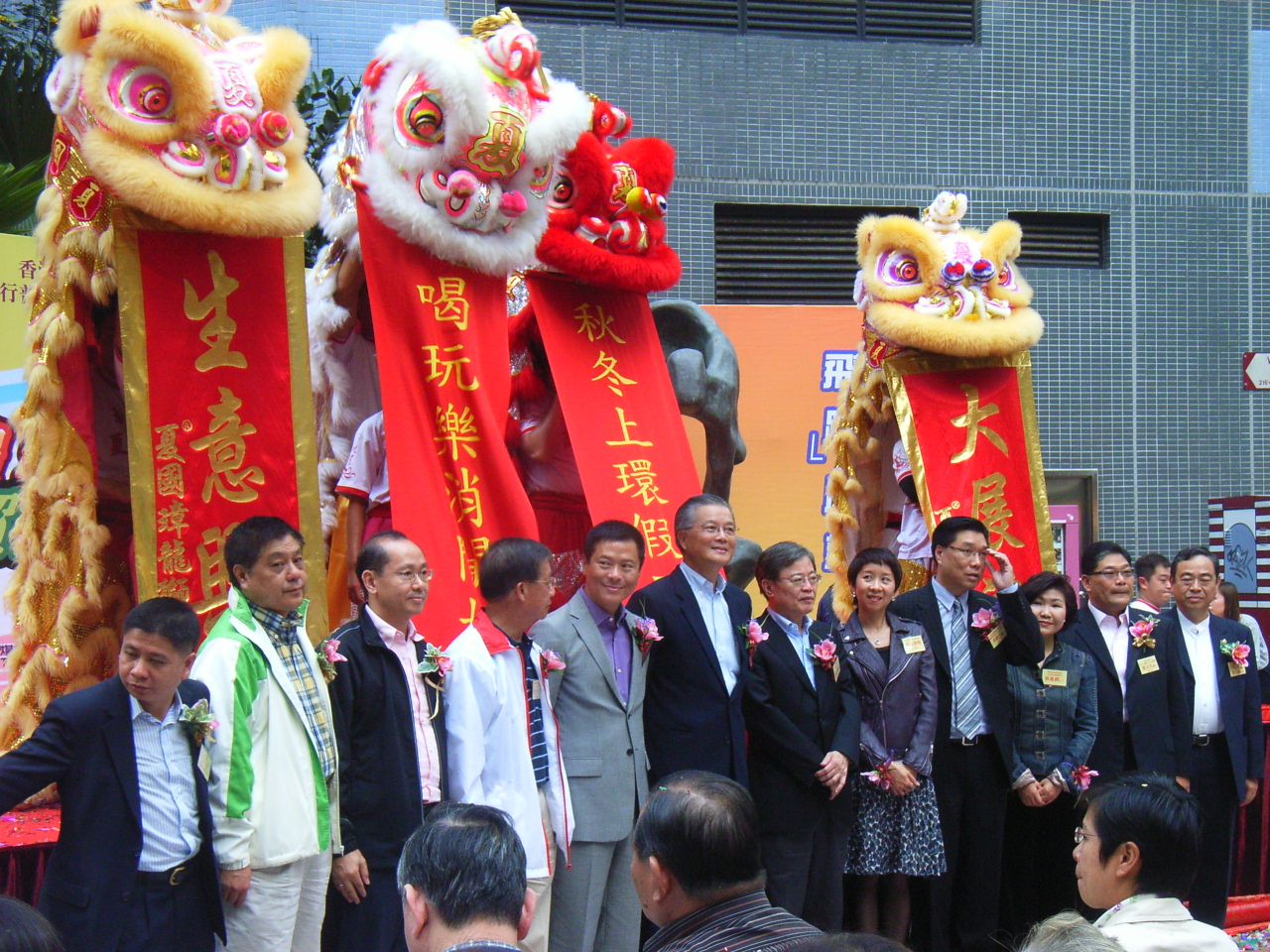
方剛為圖中站於中央位置，個子高大，不結領帶者。圖為2008－2009秋冬上環假日行人坊。

方剛，GBS，JP（1943年5月7日—），祖籍安徽，生於上海，香港製衣商人，前自由黨黨魁。

## 生平
方剛是香港紡織業聯會名譽會長方鏗之弟，其家族於1973年在香港創辦Toppy國際集團，主要銷售女裝成衣服裝，旗下品牌有Toppy、Episode、Colour 18等。
2004年，方剛正式參與政治，代表自由黨在2004年立法會批發及零售界功能界別選舉中參選，並當選成為議員。2006年7月，香港政府為建議開徵商品及服務稅展開諮詢。方剛聯同20多個零售、飲食等行業組成反銷售稅大聯盟，並出任主席，希望反映香港商界及市民反對銷售稅的民意。2013年1月，他向港府倡議大量輸入外地勞工 。2016年不再競逐連任立法會議員。

## 家庭
方剛已婚，妻子為曾麗嫦，育有兩名子女。

## 公職
- 香港立法會議員（2004年－2016年）
- 香港醫院管理局成員
- 香港旅遊業議會成員
- 瑪嘉烈醫院、葵涌醫院醫院管治委員會主席
- 優質旅遊服務協會主席
- 香港零售管理協會榮譽顧問
- 香港製衣業總商會會董
- 中國全國政協委員

## 榮譽
- 金紫荊星章
- 銀紫荊星章
- 太平紳士

## 職銜
- 陶比（香港）有限公司（Toppy）行政總裁
- 志豐製衣有限公司董事總經理
- 齊抗金融海嘯大聯盟召集人

## 外部連結
- 方剛議員網站
- 立法會議員簡介（已撤回）

| 政黨職務      | 政黨職務                    | 政黨職務      |
| ------------- | --------------------------- | ------------- |
| 前任： 田北俊 | 自由黨黨魁 · 2014年－2016年 | 繼任： 鍾國斌 |